# Illadopsis puveli
Falso-tordo-de-puvel ou iladópsis-de-peito-camurça (Illadopsis puveli) é uma espécie de ave da família Timaliidae.
Pode ser encontrada nos seguintes países: Benin, Camarões, República Democrática do Congo, Costa do Marfim, Gâmbia, Gana, Guiné, Guiné-Bissau, Libéria, Mali, Nigéria, Senegal, Serra Leoa, Sudão, Togo e Uganda.
Os seus habitats naturais são: florestas secas tropicais ou subtropicais, florestas subtropicais ou tropicais húmidas de baixa altitude e matagal húmido tropical ou subtropical.